# 岡山街

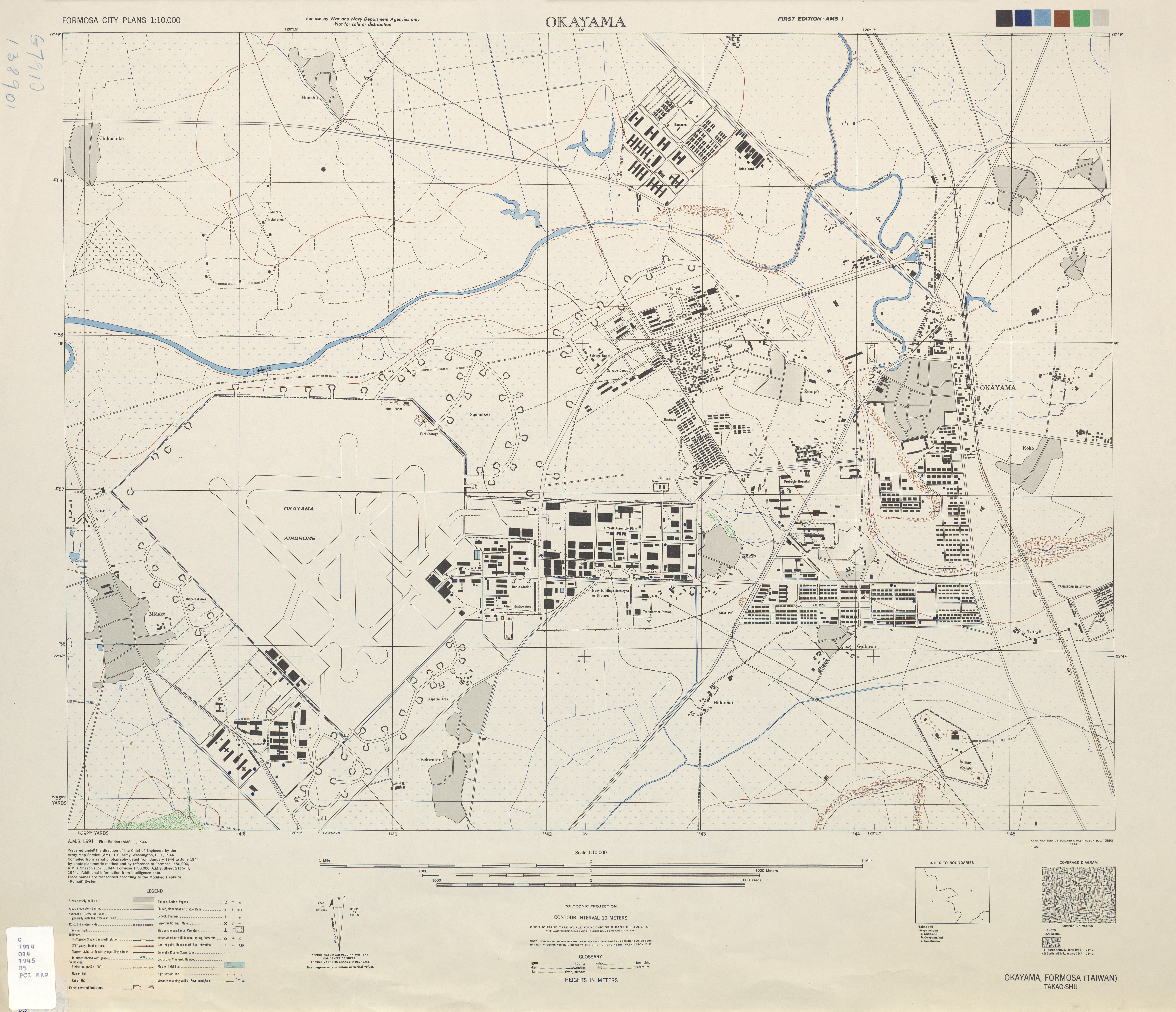
日治末期岡山街市區附近地圖

岡山街為台灣日治時期轄屬高雄州岡山郡的行政區，其原為1920年10月成立的岡山庄，在1936年10月升格為岡山街。今高雄市岡山區及橋頭區。

## 介紹
岡山在1920年前舊稱「阿公店」，自阿公店驛於1900年設立以來逐漸發展，曾設有鳳山縣阿公店辨務署，1909年改制為臺南廳阿公店支廳。臺灣的行政區劃於1920年改為州廳制後，阿公店改名「岡山」至今，一直是地區的政經中心，為岡山郡役所的所在地。臺灣總督府考量岡山庄的商工業發展、教育與各項公共設施設立的程度，以及在岡山庄官民的要望下，岡山庄於1936年10月1日升格為「岡山街」。岡山街作為岡山郡的中心，於1935年設有當郡最高社格之岡山神社，而岡山都市計畫亦於1938年10月劃定，於1945年3月通過實施。
在軍事方面，日本政府於自1936年開始在岡山彌陀間興建機場。日本陸軍省和海軍省於1937年8月公告自高雄洲北側二層行溪至潮州郡一帶為「高雄要塞地」。高雄航空隊於1941年9月自漢口移防岡山，岡山街當時已建有許多官兵的宿舍群。在岡山街的第61航空廠、第14航空司令部和高雄航空隊因此成為後來美軍空襲的重要目標，且岡山飛行場又屬一級軍用機場，故在1944年10月的岡山大空襲中，岡山街的這些軍事設施成了台灣的第一攻擊目標。

## 行政區劃
岡山地區在清代屬仁壽上里、仁壽下里、嘉祥外里、維新里，維新里在1897年5月分隸屬於鳳山縣大湖辨務署，其餘屬阿公店辨務署。1898年2月5日，鳳山縣公告劃設區，仁壽上里分為「阿公店區、後協區、梓官區、彌陀港區」，仁壽下里分為「仕隆區、下後紅區」，嘉祥外里分為「潭底區、阿嗹區」，維新里分為「竹仔港區、蔡文區」。1898年6月28日，鳳山縣被併入臺南縣，大湖辨務署併入阿公店辨務署。1900年4月1日，阿公店辨務署併入鳳山辨務署，改為阿公店支署。1900年2月12日，後恊區的中崙庄、同安厝庄、淵官庄改隸梓官區，彌陀港區的頂石螺潭庄、下石螺潭庄改隸後恊區，梓官區的頂螺底庄、下螺底庄改隸彌陀港區；潭底區的六甲尾庄、中甲庄、茄苳腳庄改隸阿嗹區；竹仔港區的三爺埤庄改隸蔡文區。1901年11月11日，臺灣的行政區劃改為二十廳，長治一圖里、長治二圖里、維新里隸屬於鳳山廳。1904年4月15日，鳳山廳實施街庄整併。此時的劃分如下：
- 阿公店區
  - 仁壽上里：阿公店街、前峯庄、後協庄、街尾崙庄
  - 仁壽下里：臺上庄、後紅庄、大藔庄
- 梓官區
  - 仁壽上里：白米庄
- 五甲尾區
  - 嘉祥外里：拕仔庄、五甲尾庄、前峯仔庄
- 竹仔港區
  - 維新里：灣仔內庄、本洲庄

1909年10月25日，臺灣的行政區劃改為十二廳，鳳山廳因此廢止，被併入臺南廳，隸屬臺南廳「阿公店支廳」。1920年10月1日，原堡里鄉澚之行政區廢除，街庄社改為大字，「阿公店」改稱「岡山」，而上述街庄合併為高雄州岡山郡岡山庄，轄域內分為岡山、前峰、後協、白米、街尾崙、臺上、後紅、大寮、拕子、五甲尾、前峰子、灣子內、本洲等13個大字。1943年10月1日，楠梓庄廢庄，橋子頭、中崎、林子頭、仕隆、九甲圍、頂塩田、五里林、白樹子等8個大字劃入岡山街；同時，高雄海軍航空隊飛行場所在的港口崙和石螺潭自彌陀庄劃入岡山街，岡山街至此下轄共23個大字。
二戰後，原屬楠梓庄的8個大字獨立組成橋頭鄉。
| 1900年   | 1900年   | 1900年                                 | 1920年 | 1920年 | 現在   |
| 堡里     | 區       | 街庄社                                 | 街庄   | 大字   | 區     |
| -------- | -------- | -------------------------------------- | ------ | ------ | ------ |
| 仁壽上里 | 彌陀港區 | 港口崙庄                               | 彌陀庄 | 港口崙 | 岡山區 |
| 仁壽上里 | 梓官區   | 頂石螺潭庄、下石螺潭庄                 | 彌陀庄 | 石螺潭 | 岡山區 |
| 仁壽上里 | 梓官區   | 白米庄、鹽埔庄                         | 岡山庄 | 白米   | 岡山區 |
| 仁壽上里 | 阿公店區 | 阿公店街                               | 岡山庄 | 岡山   | 岡山區 |
| 仁壽上里 | 阿公店區 | 前峯庄                                 | 岡山庄 | 前峰   | 岡山區 |
| 仁壽上里 | 阿公店區 | 後恊庄                                 | 岡山庄 | 後協   | 岡山區 |
| 仁壽上里 | 阿公店區 | 街尾崙庄、劉寶公庄                     | 岡山庄 | 街尾崙 | 岡山區 |
| 仁壽下里 | 阿公店區 | 厝仔庄、為隨庄、臺上庄、下竹圍庄       | 岡山庄 | 臺上   | 岡山區 |
| 仁壽下里 | 阿公店區 | 程香庄、頂後紅庄、下後紅庄             | 岡山庄 | 後紅   | 岡山區 |
| 仁壽下里 | 阿公店區 | 下庄仔庄、大藔庄                       | 岡山庄 | 大寮   | 岡山區 |
| 嘉祥外里 | 五甲尾區 | 拕子庄、大庄、大埔庄、崗山腰庄、田厝庄 | 岡山庄 | 拕子   | 岡山區 |
| 嘉祥外里 | 五甲尾區 | 五甲尾庄、新庄                         | 岡山庄 | 五甲尾 | 岡山區 |
| 嘉祥外里 | 五甲尾區 | 前峯仔庄、潭底庄、候缼庄               | 岡山庄 | 前峰子 | 岡山區 |
| 維新里   | 竹仔港區 | 灣仔內庄                               | 岡山庄 | 灣子內 | 岡山區 |
| 維新里   | 竹仔港區 | 本洲庄                                 | 岡山庄 | 本洲   | 岡山區 |
| 仁壽下里 | 仕隆區   | 橋仔頭庄                               | 楠梓庄 | 橋子頭 | 橋頭區 |
| 仁壽下里 | 仕隆區   | 內庄、牛埔仔庄、林仔頭庄               | 楠梓庄 | 林子頭 | 橋頭區 |
| 仁壽下里 | 仕隆區   | 仕隆庄、青埔庄                         | 楠梓庄 | 仕隆   | 橋頭區 |
| 仁壽下里 | 仕隆區   | 九甲圍庄、新庄                         | 楠梓庄 | 九甲圍 | 橋頭區 |
| 仁壽下里 | 仕隆區   | 頂鹽田庄                               | 楠梓庄 | 頂塩田 | 橋頭區 |
| 仁壽下里 | 仕隆區   | 五里林庄、芋藔庄                       | 楠梓庄 | 五里林 | 橋頭區 |
| 仁壽下里 | 仕隆區   | 六班長庄、檨仔腳庄、倒松仔庄、白樹仔庄 | 楠梓庄 | 白樹子 | 橋頭區 |
| 觀音中里 | 仕隆區   | 中崎庄、海防庄                         | 楠梓庄 | 中崎   | 橋頭區 |

## 區、庄、街長
- 阿公店區長
  - 黃鼎輝：1898 (之前1895至1898年4月22日為黃應奎，職稱為總理)
  - 王福信：1900
  - 黃旺先：1911~1920年
- 五甲尾區長
  - 郭受福：1911~1918年
  - 鍾乾巽：1919~1920年
- 仕隆區長
  - 林維城：1910~1912年
  - 陳賢：1913~1920年
- 岡山庄長
  - 黃旺先：1920年
  - 齋藤善次郎：1921~1928年（後任彌陀庄長）
  - 楊縛：1929~1936年（兼任公醫）
- 岡山街長
  - 楊縛：1937~1938年
  - 齋藤善次郎：1939~1941年（原任路竹庄長）
  - 川野觀太平：1943~1945年（曾任潮州街、旗山街長）[12]

## 保正
依據1939年11月30《臺灣新民報》報導, 於11月27日當選的岡山街保正名單是：第一保莊萬福，第二保王清智，第三保吳振生，第四保唐才，第五保戴良慶，第六保蔡金順，第七保呂等，第八保黃存賢，第九保黃媽興，第十保劉東原，第一十保藍平，第十二保余文察，第十三保蔡明發。

## 設施

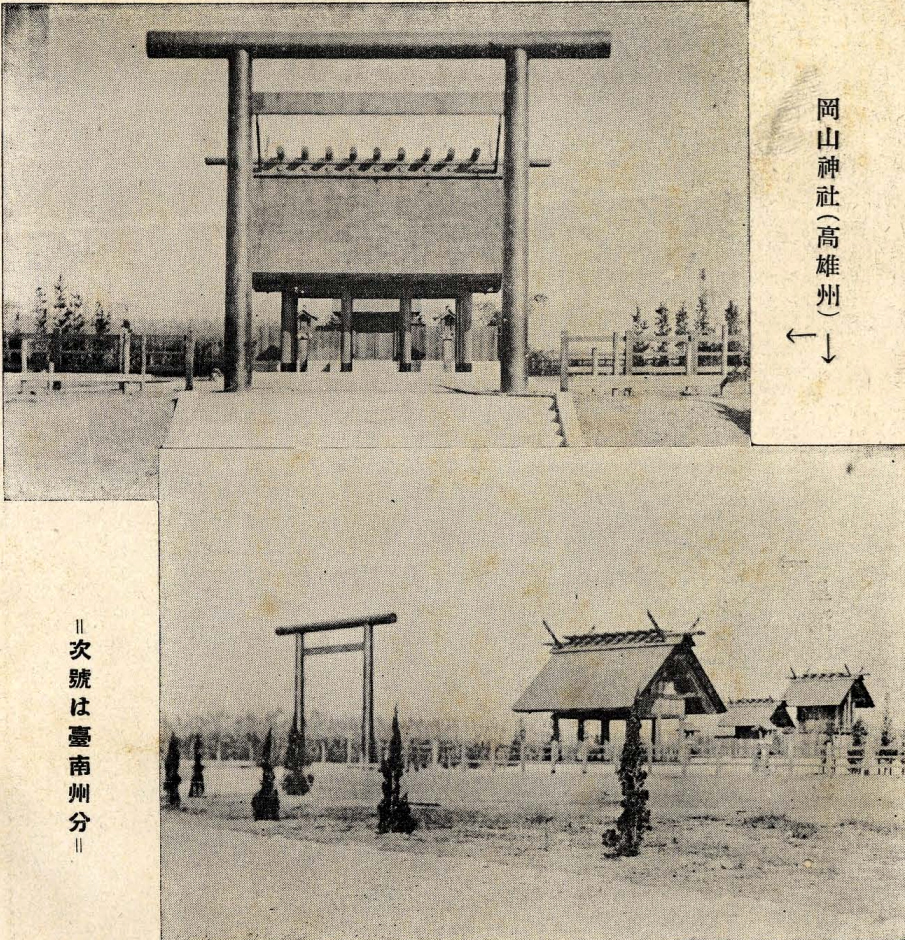
岡山神社

- 岡山郡役所
- 岡山街役場
- 岡山郵便局
- 橋子頭郵便局
- 高雄地方法院岡山出張所
- 岡山公會堂
- 岡山街卸賣市場
- 岡山魚市場
- 岡山車站
- 岡山信用購買利用組合
- 臺灣製糖會社橋子頭製糖所
- 岡山神社岡山神社
- 岡山水道
- 高雄海軍航空隊
  - 原岡山日本海軍航空隊宿舍群 (樂群村)
  - 原岡山日本海軍航空隊宿舍群 (醒村)

### 學校
- 岡山農業國民學校（岡山農工）
- 岡山高等尋常小學校
- 楠梓小學校
- 岡山公學校
- 五甲尾公學校
- 仕隆公學校

### 警察
以下警察官吏派出所由岡山郡警察課管轄：
- 直轄派出所：管轄岡山、台上、大寮、後紅、灣子內
- 前峯派出所：管轄前峯、後協、白米、本洲、街尾崙、石螺潭、港口崙
- 橋子頭派出所：管轄橋子頭、仕隆、五里林、白樹子、九甲圍、中崎、林子頭、頂鹽田
- 五甲尾派出所：管轄五甲尾、前峯子、拕子